# Spökstad

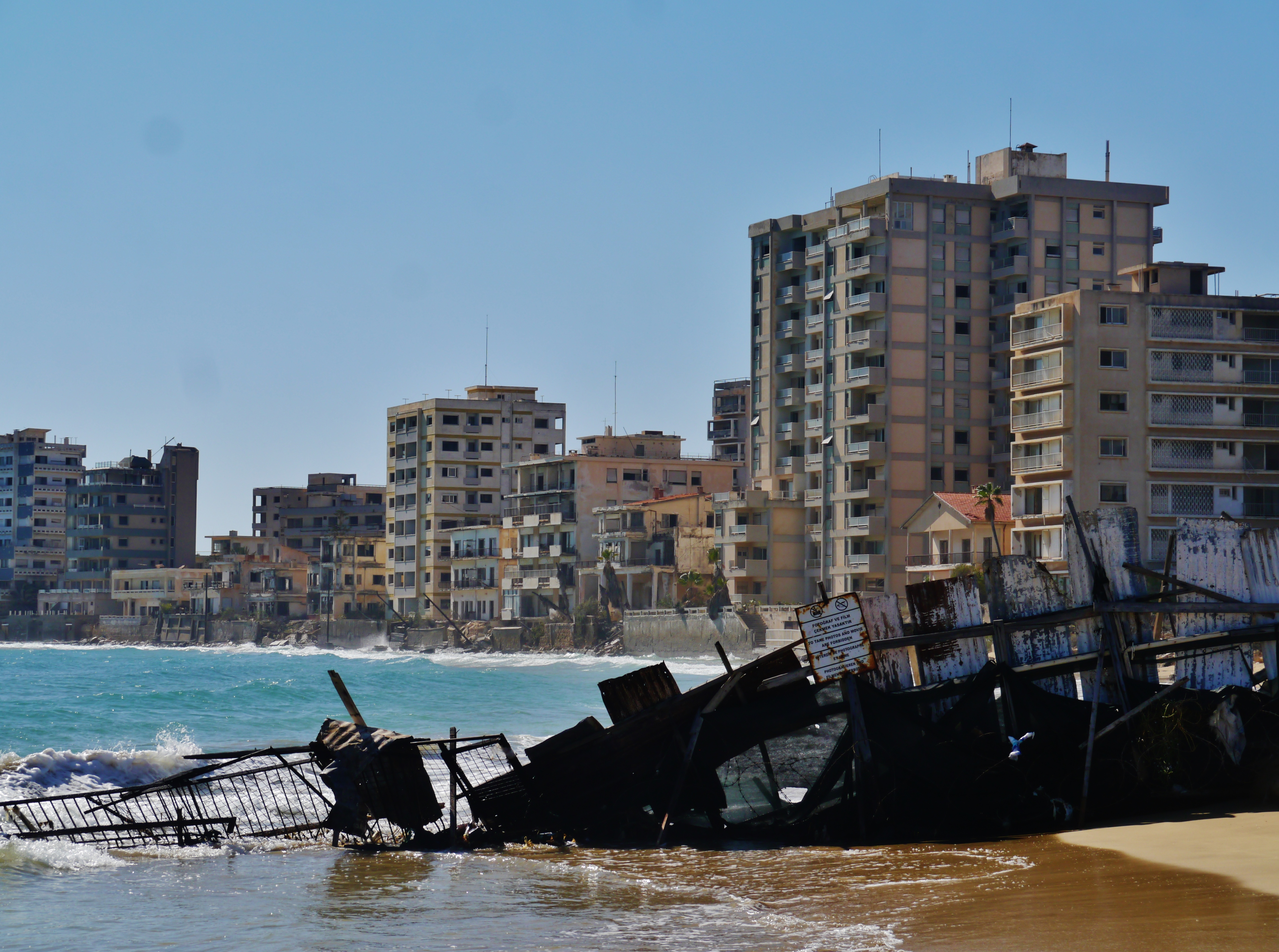
Spökstaden Varosha på Cypern.

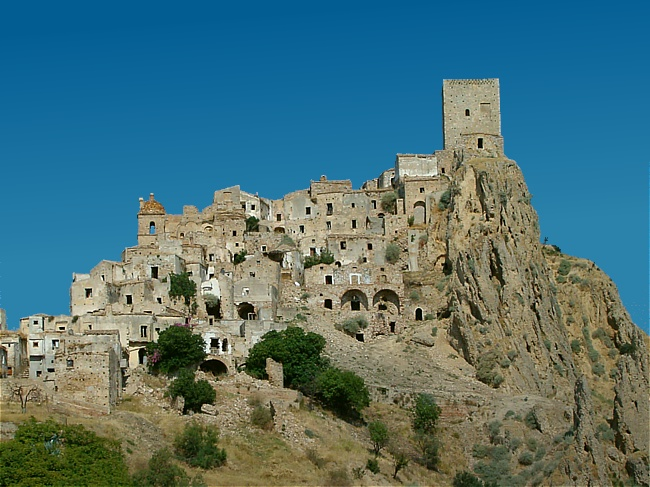
Spökstaden Craco i Italien.

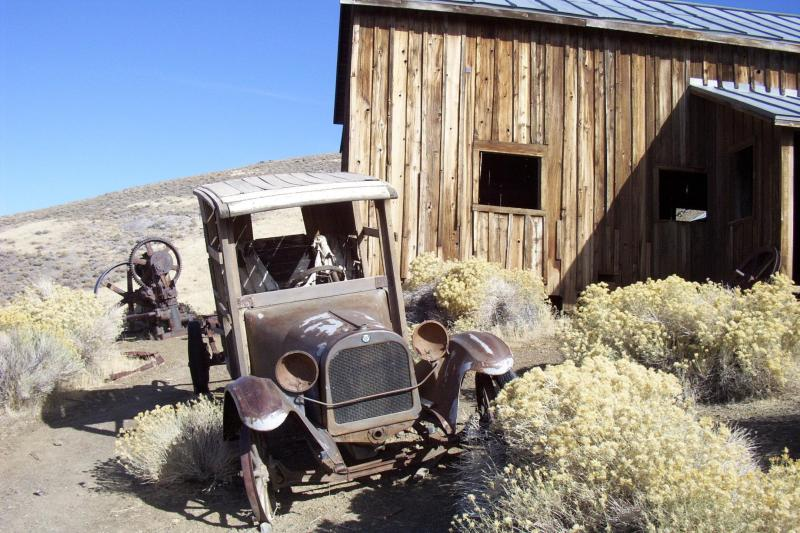
Spökstaden Berlin i Nevada

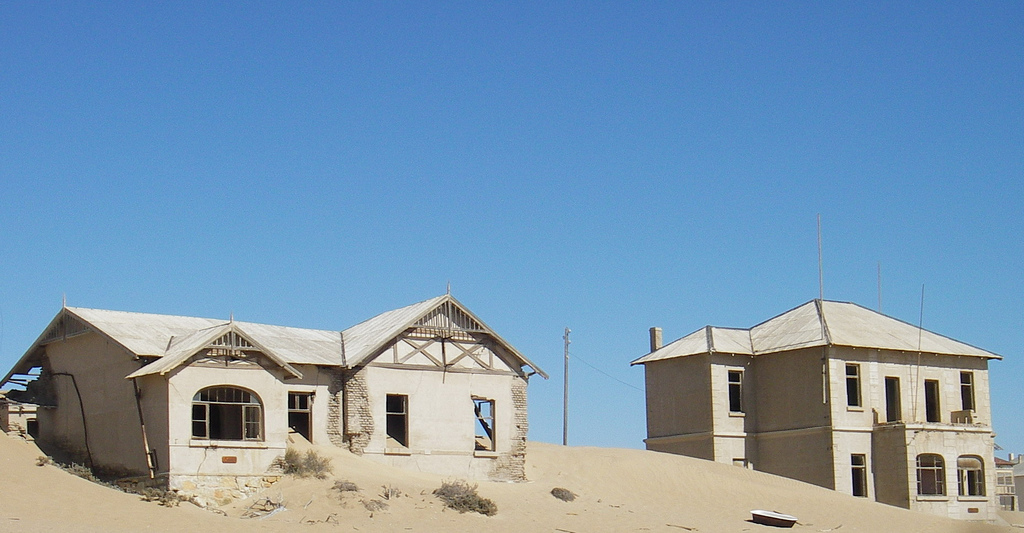
Spökstaden Kolmanskop

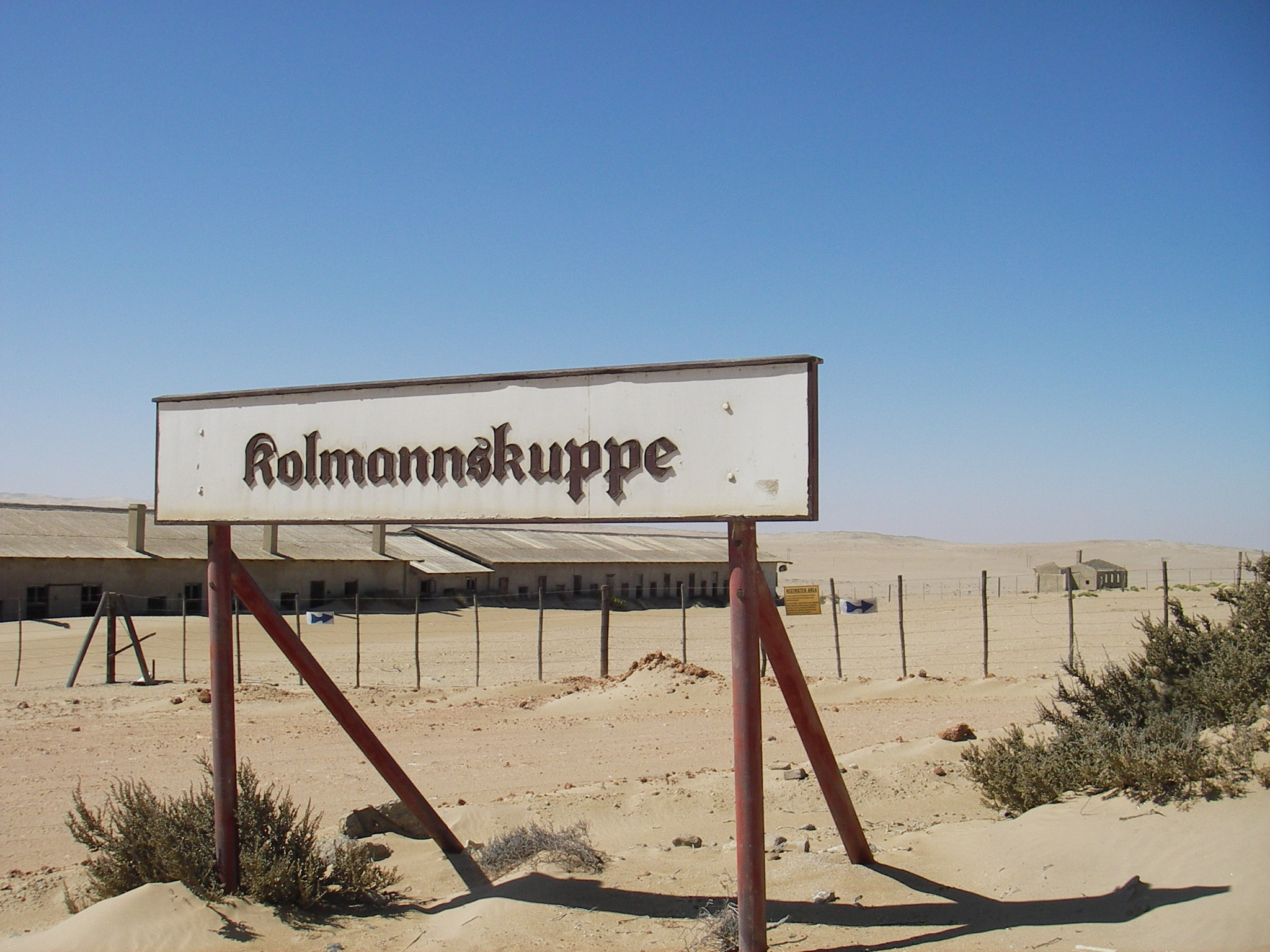
En annan skylt från Kolmannskuppe

En spökstad är ett övergivet samhälle. Det är vanligtvis en stad där den ekonomiska basen har kollapsat (eller vattentillförseln har upphört) såsom exempelvis har skett i viss utsträckning i västra USA med dess gruvnäring.
Många gånger kollapsar samhällen till följd av förändrade naturliga förutsättningar som slår mot samhällets ekonomi vilket kan ske både drastiskt och under lång tid. Ett exempel är staden Dunwich i sydöstra England som övergavs successivt från 1300-talet på grund av havets erosion.
Ibland evakueras befolkningen och tvingas lämna sin hemstad på grund av naturkatastrofer eller svåra olyckor, som till exempel vid kärnkraftsolyckan i Tjernobyl.
En starkt negativ befolkningsutveckling kan göra att en ort gradvis förvandlas till spökstad, men ofta rivs byggnaderna undan för undan, istället för att bara överges.

## Exempel på spökstäder eller före detta bebodda orter
- Jussarö, en ö i Finska viken, där malmbrytning förekom framförallt på 1960-talet. De våningshus, industri- och affärsbyggnader som då byggdes står fortfarande kvar övergivna.
- Calico i Kalifornien.
- Roscigno i Italien. Övergiven i början av 1900-talet på grund av jordskred.
- Craco i Basilicata, Italien.
- Bodie, övergiven guldrush-stad i Kalifornien.
- Treece i Kansas, övergiven år 2012 efter att den federala miljöskyddsmyndigheten bedömde gruvorten som en av de mest förorenade i USA.
- Tjernobyl, övergiven efter olyckshändelsen på Tjernobyls kärnkraftverk 1986. Endast 300 personer bor kvar i den före detta 14 000-mannastaden.
- Prypjat, en spökstad nära Tjernobyls kärnkraftverk, som fortfarande har farligt hög radioaktivitet i sig.
- Uranium City i Saskatchewan, Kanada, har nästan ingen befolkning kvar, sedan urangruvorna i dess närhet lagts ned.
- Ani i nordöstra Turkiet.
- Kayaköy i västra Turkiet.
- Varosha, stadsdel i Famagusta på Cypern. Före detta turistort i Cypern, övergiven sedan Turkiska invasionen 1974.
- Oradour-sur-Glane i Frankrike.
- Tyneham i Dorset, England, övergiven år 1948 och nu Brittiska arméns egendom.
- Kangbashi, ett bostadsprojekt i Inre Mongoliet som misslyckats med att locka tillräckligt med boende.
- Kłomino i Polen, tidigare sovjetisk garnisonsstad. Övergiven sedan garnisonen avvecklades på 1990-talet.

## Exempel på spökstäder i Sverige
- Laver utanför Älvsbyn, ett gammalt gruvsamhälle.
- Längs Lule älv fanns samhällena Messaure och Harsprånget som båda byggdes som barackstäder under utbyggnaden av vattenkraften, men som sedan dess helt har monterats ned och övergivits.
- Såtenäs villastad, ett samhälle som byggdes av flygvapnet under andra världskriget, men revs 1999. Idag återstår endast ett hus som den närliggande flygflottiljen Skaraborgs flygflottilj använder som museum.
- Gamla Grängesberg, det gamla centrumet i Grängesberg som flyttades på 1970-talet eftersom gruvbrytningen underminerat marken. Gamla Grängesberg har idag antingen rasat ner i gruvan eller också befinner den sig bakom avspärrningar.
- Folkesta, vid Eskilstuna. Villaägarna i Folkesta uppmanades att lämna sina hem då den nybyggda omlastningscentralen i området skulle växa.[1][2]
- Nautanen nära Koskullskulle, en by som hade ett liknande öde till Laver.
- Paittasjärvi, by i Kiruna kommun.